# Деймиън Люис
Деймиън Люис, OBE (на английски: Damian Lewis) (роден на 11 февруари 1971 г.) е английски актьор и продуцент, носител на награди „Златен глобус“, „Еми“ и „Сателит“. Известен е най-вече с ролите си на Соумс Форсайт в минисериала „Сага за Форсайтови“, Ричард Уинтърс в минисериала „Братя по оръжие“, детектив Чарли Крус в сериала „До живот“, сержант Никълъс Броуди в сериала „Вътрешна сигурност“ и Боби Акселрод в сериала „Милиарди“.
Деймиън Люис е офицер на Британската империя от 2014 г. заради приноса му към драматургията.

## Биография
Люис е роден в квартал Сейнт Джонс Ууд, Северозападен Лондон, Англия в семейството на Шарлот и Дж. Уоткин Люис. Баща му е застрахователен агент.

### Личен живот
На 4 юли 2007 г. се жени за актрисата Хелън Маккрори, с която имат една дъщеря на име Манън (р. 8 септември 2006 г.) и син на име Гъливър (р. 2 ноември 2007 г.). Маккрори умира от рак на 16 април 2021 г. на 52 години.

## Избрана филмография
- „Братя по оръжие“ (Band of Brothers“, 2001)
- „До живот“ (Life, 2007 – 2009)
- „Вътрешна сигурност“ (Homeland, 2011 – 2014)
- „Изменник по вкуса ни“ (Our Kind of Traitor, 2016)
- „Милиарди“ (Billions, 2016 – )
- „Имало едно време в Холивуд“ (Once Upon a Time in Hollywood, 2019)